# Ribas do Rio Pardo
Ribas do Rio Pardo – miasto i gmina w Brazylii, w stanie Mato Grosso do Sul.